# Florent Malouda
Florent Malouda (sinh ngày 13 tháng 6 năm 1980 tại Cayenne, Guyane) là một cựu cầu thủ bóng đá chuyên nghiệp người Pháp chơi ở vị trí tiền vệ cánh trái.
Malouda khởi đầu sự nghiệp tại các câu lạc bộ Châteauroux và Guingamp. Từ năm 2003-2007, anh thi đấu cho Lyon. Malouda chính thức gia nhập Chelsea vào 2007 với mức giá chuyển nhượng 13,5 triệu bảng Anh sau khi có 4 chức vô địch Ligue 1 liên tiếp cùng Lyon. Danh hiệu đầu tiên Malouda có cùng Chelsea là danh hiệu FA Cup 2008–09.
Trong màu áo đội tuyển quốc gia Pháp, Malouda đã từng tham gia hai kỳ World Cup là 2006, nơi đội tuyển Pháp giành được ngôi á quân và 2010. Ngoài ra anh còn tham gia hai kỳ UEFA Euro 2008 và 2012.

## Sự nghiệp câu lạc bộ

### Guingamp
Malouda bắt đầu sự nghiệp của mình tại Paris trong màu áo đội bóng hạng dưới Châteauroux. Tại Chateauroux, Malouda được ra mắt giải hạng Nhì năm 16 tuổi và đá tổng cộng 59 trận. Do Chateauroux không có khả năng thăng hạng, 4 năm sau, Malouda chuyển đến En Avant Guingamp, nơi anh trở thành đồng đội của tiền đạo người Bờ Biển Ngà Didier Drogba dưới sự dẫn dắt của huấn luyện viên Guy Lacombe.
Cuối mùa giải 2002-03, Guingamp đến làm khách tại Lyon, đội lên kế hoạch lấy trận cuối cùng sân nhà làm bữa tiệc ăn mừng chức vô địch Ligue 1 đã giành được trước đó. Tuy nhiên, bữa tiệc đó bị phá hỏng bởi chiến thắng 4-1 của đội khách, trong đó Drogba và Malouda mỗi người khi 2 bàn. Đó là bàn thắng thứ 14 và 15 của Malouda và cũng là những bàn thắng cuối cùng của anh cho Guingamp sau 92 trận khoác áo câu lạc bộ này. Mùa giải kế tiếp, Drogba chuyển đến thi đấu cho Marseille, còn Malouda đến với Lyon.

### Lyon
Malouda chuyển đến thi đấu cho Olympique Lyonnais từ mùa bóng 2003-2004. Vị trí của anh tại Lyon là tiền vệ trái. Màn trình diễn ấn tượng tại đây đã giúp anh được gọi vào đội tuyển Pháp.
Tại Lyon, Malouda đã giành được 4 chức vô địch Ligue 1 và 3 Siêu cúp bóng đá Pháp liên tiếp. Ngoài ra, trong trận đấu gặp Real Madrid tại UEFA Champions League, Malouda được bầu chọn là cầu thủ xuất sắc nhất trận đấu.
Mùa giải 2006-2007, mùa bóng cuối cùng thi đấu cho Lyon, Malouda ghi được 10 bàn thắng tại giải Ligue 1, góp phần mang lại danh hiệu Ligue 1 lần thứ 6 liên tiếp cho câu lạc bộ. Ngoài ra, Malouda cũng đã ghi được 3 bàn cho Lyon ở Champions League. Trong mùa giải đó, anh cũng dành luôn danh hiệu cá nhân cầu thủ xuất sắc nhất nước Pháp, danh hiệu mà đồng đội của anh tại Lyon là Juninho Pernambucano đã giành được năm trước đó. Xếp sau Malouda là Abdul Kader Keïta của Lille OSC, Johan Elmander của Toulouse FC và Seydou Keïta của RC Lens.
Cuối mùa bóng 2006-2007, Malouda đã khẳng định với báo chí là anh muốn chuyển đến thi đấu cho một câu lạc bộ lớn hơn với lời tuyên bố:"Tôi là người có nhiều tham vọng. Tôi đã giành được nhiều thành công tại Lyon, nhưng điều đó là chưa đủ đối với tôi. Chính vì vậy tôi muốn chuyển đến thi đấu tại một giải vô địch quốc gia khác để tìm kiếm những thắng lợi mới." Nhiều câu lạc bộ đã bày tỏ ý định muốn có anh như Chelsea, Real Madrid và cả Liverpool. Ngày 29 tháng 6 năm 2007, Malouda đã tuyên bố với báo Le Progres rằng anh chuẩn bị chuyển đến Chelsea, khi khẳng định câu lạc bộ này chuẩn bị bỏ ra 17 triệu € để có được anh. Malouda sau đó tiếp tục lặp lại lời tuyên bố này với tờ Daily Star của Anh. Ngày 5 tháng 7 năm 2007, giám đốc điều hành của Chelsea là Peter Kenyon đã nói với Sky Sports News rằng Chelsea đã ngồi vào đàm phán với Lyon về vấn đề chuyển nhượng Malouda và ông hi vọng sẽ kết thúc sớm cuộc chuyển nhượng này trước chuyến du đấu đến Mỹ của Chelsea.

### Chelsea FC

##### 2007-2009

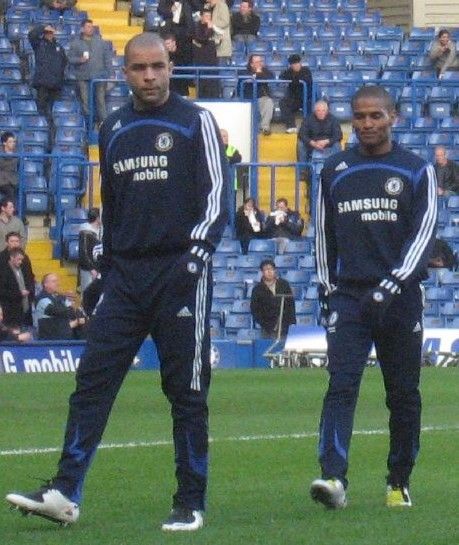
Malouda (phải) và đồng đội tại Chelsea Alex.

Ngày 8 tháng 7 năm 2007, chủ tịch Lyon Jean-Michel Aulas đã tuyên bố đồng ý mức phí chuyển nhượng mà Chelsea đưa ra là 13,5 triệu bảng Anh. Đây cũng là vụ chuyển nhượng trị giá nhất của Chelsea từ đầu mùa chuyển nhượng đến giờ vì trước đó, các tân binh khác như Claudio Pizarro, Steve Sidwell và Tal Ben Haim đều đến với "The Blues" theo dạng chuyển nhượng tự do. Chelsea sau đó cũng khẳng định chính thức Malouda sẽ đến London vào ngày 9 tháng 7 để kiểm tra y tế và thảo luận về các điều khoản cá nhân. 7 giờ tối ngày hôm đó, Malouda đã đồng ý ký vào bản hợp đồng có thời hạn 3 năm với Chelsea. Tại Chelsea, anh khoác áo số 15.
Ngay trong trận đấu đầu tiên cho Chelsea, trận giao hữu trước mùa giải gặp câu lạc bộ của México C.F. América, Malouda đã ghi bàn thắng gỡ hòa và kiến thiết cho John Terry ấn định chiến thắng 2-1 cho Chelsea. Ngày 5 tháng 8, Malouda có trận đấu chính thức đầu tiên cho Chelsea trong trận tranh Siêu cúp nước Anh với Manchester United. Anh đã ghi bàn thắng gỡ hòa 1-1 cho Chelsea ở phút 45 của trận đấu, sau khi vượt qua sự truy cản của Rio Ferdinand từ đường chuyền của Ashley Cole. Tuy nhiên, trong loạt sút luân lưu, thủ môn Edwin van der Sar đã cản phá thành công 3 cú phạt đền của Chelsea, giúp MU đạt siêu cúp. Malouda được Tạp chí The Sun nổi tiếng của Anh chấm 7 điểm cho màn ra mắt này.
Malouda có màn ra mắt tại Premier League vào ngày 12 tháng 8 trong trận gặp Birmingham City. Anh thi đấu ở vị trí tiền vệ cánh trái, vị trí trước đây thuộc về Arjen Robben và Joe Cole. Anh cũng chính là người nâng tỷ số trận đấu lên 2-1 ở phút 31 để chung cuộc Chelsea giành chiến thắng 3-2. Ở phút 83, Malouda rời sân, nhường chỗ cho Steve Sidwell. Ngày 19 tháng 8, trong trận đấu với Liverpool, Malouda đã mang về một quả phạt đền cho Chelsea sau quyết định có phần không chính xác của trọng tài Rob Styles. Frank Lampard đã thực hiện thành công quả phạt đền. Trọng tài Rob Styles sau đó đã không được cho cầm còi trận tiếp theo tại Premier League do sai lầm ở tình huống đó và một vài tình huống gây tranh cãi khác trong trận đấu.
Ngay trong trận đấu đầu tiên tại Champions League cho Chelsea gặp Schalke 04, Malouda đã ghi bàn. Anh đột phá dũng mãnh bên cánh trái, loại bỏ hai hậu vệ đối phương rồi dứt điểm bằng chân trái khiến thủ thành Manuel Neuer lúng túng để bóng đi vào lưới. Chung cuộc Chelsea thắng 2-0. Ngày 23 tháng 1 năm 2008, Malouda đã có đường chuyền dài để Joe Cole ghi bàn thắng vào lưới Everton tại sân Goodison Park trong trận bán kết Carling Cup. Chelsea giành thắng lợi chung cuộc 3-1.
Ngày 5 tháng 5, Malouda có bàn thắng thứ hai của mình tại Premier League khi ghi bàn vào lưới Newcastle United ở phút 87, ấn định chiến thắng 2-0 cho Chelsea. Malouda kết thúc mùa giải đầu tiên của mình tại sân Stamford Bridge với 2 bàn thắng và 1 đường chuyền thành bàn. Đây là một kết quả khá nghèo nàn do anh không được trọng dụng, nhất là dưới thời huấn luyện viên Avram Grant và cả phong độ thất thường của bản thân anh.
Chelsea bắt đầu mùa giải 2008-2009 với sự xuất hiện của tân huấn luyện viên người Brasil Luiz Felipe Scolari thay thế Grant. Scolari khẳng định Malouda là một cầu thủ có tài và hữu dụng, việc anh không thể hiện được nhiều trong thời gian qua có một phần trách nhiệm của Avram Grant. Vị chiến lược gia người Brazil cũng tự tin tuyên bố ông sẽ tận dụng tối đa năng lực của Malouda trong mùa bóng mới.
Malouda có bàn thắng đầu tiên dưới thời Scolari trong chiến thắng 4-0 trước Girondins de Bordeaux của Pháp tại vòng đấu bảng Champions League ngày 16 tháng 9. Tiếp đó vào ngày 25 tháng 9, trong trận đấu vòng 3 Carling Cup gặp Portsmouth, Malouda tiếp tục ghi bàn. Ngày 18 tháng 10, anh ấn định chiến thắng 5-0 của Chelsea trước Middlesbrough tại vòng 8 Premier League. Ngày 4 tháng 4 năm 2009, Malouda lại có bàn ấn định chiến thắng 2-0 cho Chelsea trước Newcastle United, với một bàn thắng có kịch bản gần giống như pha ghi bàn của anh tại sân Saint James' Park mùa giải trước.
Malouda sau đó đã có một màn trình diễn ấn tượng trong chiến thắng 3-1 trước Liverpool ở tứ kết lượt đi UEFA Champions League khi anh có 2 đường chuyền để Branislav Ivanovic và Didier Drogba ghi bàn. Malouda được các chuyên gia của trang tin bóng đá Goal chấm 7,5 sau trận đấu.
Tại bán kết FA Cup gặp Arsenal, Malouda và Drogba đã cùng lập công mang về chiến thắng 2-1 cho Chelsea và đưa đội bóng này lọt vào trận chung kết FA Cup 2009. Ngày 2 tháng 5, trong trận đấu vòng 35 Premier League gặp Fulham, từ đường căng ngang của Drogba bên cánh phải vào vòng cấm, Malouda đã băng xuống dứt điểm đánh bại thủ thành Mark Schwarzer nâng tỷ số trận đấu. Chung cuộc Chelsea thắng Fulham 3-1. Ngày 6 tháng 5, trong trận bán kết lượt về Champions league với FC Barcelona, Malouda lại có một tình huống gây tranh cãi khi ở phút 26, anh bị Daniel Alves cản ngã trong vòng cấm nhưng trọng tài Tom Henning Ovrebo chỉ cho Chelsea được hưởng một quả đá phạt bên ngoài vòng 16m50. Trong trận đấu này, Ovrebo đã từ chối tất cả năm tình huống có thể đưa đến phạt đền cho Chelsea. Trận đấu kết thúc với tỉ số 1-1 và Chelsea bị loại vì luật bàn thắng trên sân đối phương.
Ngày 10 tháng 5, Malouda lại lần nữa là người ấn định tỉ số. Lần này là trong chiến thắng 4-1 trước Arsenal ngay trên sân Emirates. Đây cũng là thất bại nặng nề nhất trên sân nhà của Arsenal trong 38 năm trở lại đây. Trận đấu này cũng đánh dấu sự xuất hiện lần thứ 50 của Malouda trong màu áo "the Blues" tại Premier League. Rồi ở vòng đấu thứ 37 gặp Blackburn Rovers, ngay phút thứ 4, Malouda đã đánh đầu tung lưới Blackburn giúp Chelsea vươn lên dẫn trước và chung cuộc thắng 2-0. Trong trận đấu cuối cùng của mùa giải, trận chung kết FA Cup 2009, Malouda đã được đánh giá là cầu thủ xuất sắc nhất trận chung kết. Ngoài đường tạt bóng chuẩn xác giúp Drogba san bằng tỉ số, tiền vệ người Pháp còn đặt dấu ấn với cú nã đại bác đưa bóng đi trúng xà ngang khung thành trước khi lăn qua vạch vôi, song bàn thắng lại không được trọng tài công nhận vì tình huống diễn ra quá nhanh. Goal.com đã cho anh 8,5 - điểm số cao nhất trong trận chung kết này.

#### 2009-2013
Nhờ phong độ xuất sắc ở nửa cuối mùa giải, Malouda đã được Chelsea mời gia hạn hợp đồng. Ngày 23 tháng 6, anh và Chelsea đã gia hạn hợp đồng thêm 4 năm nữa, và anh sẽ gắn bó với Chelsea cho đến hết mùa bóng 2012-2013. Tân huấn luyện viên của Chelsea, Carlo Ancelotti đã phát biểu:"Tôi rất hạnh phúc khi nghe tin đội bóng đã hoàn tất việc gia hạn hợp đồng với Malouda. Tôi thực sự kỳ vọng rất nhiều vào cậu ta. Malouda sẽ là một sự lựa chọn tuyệt vời và tôi tin cậu ấy sẽ không làm tôi thất vọng".
Malouda có bàn thắng đầu tiên trong mùa bóng 2009-2010 cho Chelsea ở trận đấu vòng 5 Premier League gặp Stoke City trên sân Britannia. Đây là một trận đấu khó khăn cho Chelsea và họ chỉ giành được 3 điểm trong tay vào phút cuối của trận đấu. Phút 90+4, trong một tình huống lộn xộn trước cầu môn đội chủ nhà, bóng bất ngờ bật đến chân Malouda, và anh đã có một pha dứt điểm rất nhanh vào góc gần làm bó tay thủ môn Thomas Sorensen, ấn định chiến thắng chung cuộc 2-1 cho Chelsea. Đến trận đấu vòng 8, anh một lần nữa lại là người ấn định tỉ số từ đường chuyền bên cánh phải của Drogba trong chiến thắng 2-0 trước Liverpool, giúp Chelsea giành lại ngôi đầu giải Ngoại hạng Anh từ tay MU. Ngày 29 tháng 10, tại trận đấu vòng 4 Carling Cup, Malouda đã ghi bàn thắng nâng tỉ số lên 2-0 trong chiến thắng 4-0 của Chelsea trước Bolton Wanderers.
Ngày 21 tháng 11, anh đã có một cú sút xa cực mạnh bằng chân trái vào góc gần, mở tỉ số cho Chelsea trong trận thắng 4-0 của họ trước Wolverhampton Wanderers. Không chỉ tự mình ghi bàn, Malouda còn thực hiện quả phạt góc giúp Michael Essien nâng tỉ số lên 2-0 cho Chelsea. Anh được Goal.com chấm 7.5 với màn trình diễn của mình. Ngày 26 tháng 12, trong trận hòa 0-0 với Birmingham City trong Ngày tặng quà (Boxing Day), Malouda đã bị truất quyền thi đấu sau khi nhận hai thẻ vàng ở phút 89.
Ngày 3 tháng 1 năm 2010, trong trận đấu vòng 3 FA Cup 2010 với đội hạng dưới Watford, Malouda đã nâng tỉ số lên 3-0 cho Chelsea trong chiến thắng chung cuộc 5-0. Ngày 16 tháng 1, Malouda góp 1 bàn trong chiến thắng 7-2 của Chelsea trước Sunderland với một cú dứt điểm chéo góc sau pha đi bóng từ gần giữa sân. Anh được Goal.com chấm 8 điểm sau trận này. Ngày 27 tháng 1, Malouda ghi bàn mở tỉ số trong chiến thắng 3-0 của Chelsea trước Birmingham City tại Giải ngoại hạng Anh và kiến thiết cho Frank Lampard ghi bàn ấn định tỉ số. Với màn trình diễn đó, anh được Goal.com chấm 7,5 điểm sau trận đấu. Ngày 11 tháng 2, anh có bàn thắng thứ 8 trong mùa giải với bàn mở tỉ số trong trận gặp Everton nhưng chung cuộc Chelsea lại thua ngược 2-1.
Ngày 13 tháng 3, Malouda đã có một trận đấu rất xuất sắc trong chiến thắng 4-1 trước West Ham United khi có hai đường chuyền quyết định để đồng đội ghi bàn và tự mình nâng tỉ số trận đấu lên 3-1. Anh được Goal.com chấm 8,5 điểm, điểm số cao nhất của trận đấu này. Đến ngày 25 tháng 3, Malouda lại có thêm một cú đúp trong chiến thắng 5-0 trước Portsmouth và tiếp tục được Goal.com chấm điểm cao nhất trận. Hai ngày sau, anh lại có thêm cú đúp trong trận đại thắng 7-1 của Chelsea trước Aston Villa. Trong 4 trận đấu tại Premier League ở tháng 3, Malouda đã có 5 bàn thắng và 3 pha kiến thiết thành bàn. Phong độ ấn tượng đó đã giúp anh giành được danh hiệu Cầu thủ xuất sắc nhất Premier League trong tháng 3.
Malouda mở đầu mùa giải mới 2010-11 bằng cú đúp ngay trận đầu ra quân thắng West Bromwich 6-0. Ngày 30 tháng 12, Malouda ghi bàn thắng duy nhất trong chiến thắng 1-0 trước Bolton, chấm dứt chuỗi 6 trận không thắng của Chelsea tại Giải ngoại hạng.

### Trabzonspor
Ngày 17 tháng 7 năm 2013, Malouda đã chính thức ký hợp đồng hai năm với câu lạc bộ Thổ Nhĩ Kỳ Trabzonspor sau khi hết hạn hợp đồng với Chelsea.

## Sự nghiệp đội tuyển quốc gia
Chuyển tới Lyon năm 2003, tới tháng 11 năm 2004, Malouda đã được gọi vào đội tuyển Pháp. Trận đấu đầu tiên của anh cho đội tuyển là trận đấu với Ba Lan vào ngày 17 tháng 11 năm 2004. Bàn thắng đầu tiên đến vào ngày 31 tháng 5, 2005 trong chiến thắng 2-1 trước Hungary.
Tại World Cup 2006, Malouda đã không thể có mặt trong trận đấu đầu tiên gặp Thụy Sĩ nhưng anh đã trở lại từ trận gặp Hàn Quốc. Dấu ấn đáng nhớ nhất của Malouda tại giải là cú ngã gây tranh cãi của anh trong vòng cấm đã đem về quả phạt đền cho Pháp trong trận chung kết World Cup 2006 với Ý ngay ở phút thứ 7 của trận đấu. Trong tình huống đó, Malouda lao vào bên trái khu vực vòng cấm của Ý và ngã sau khi va chạm với Marco Materazzi. Pha quay chậm cho thấy Materazzi không hề phạm lỗi với tiền vệ người Pháp, nhưng trọng tài Horacio Elizondo vẫn chỉ tay vào chấm 11 m. Từ chấm 11m, Zinedine Zidane đã đánh bại thủ môn Gianluigi Buffon bằng một cú bấm bóng điệu nghệ. Tuy nhiên, chung cuộc Pháp đã để thua Ý 5-3 trong loạt sút luân lưu 11m.
Malouda còn tiếp tục cùng đội tuyển Pháp tham dự Euro 2008. Tuy nhiên, 2 trận thua và 1 trận hòa tại vòng bảng đã khiến Pháp từ biệt giải đấu với vị trí bét bảng. Sau giải đấu này, Malouda không còn được gọi vào đội tuyển do phong độ đi xuống. Ngày 26 tháng 5 năm 2009, giai đoạn Guus Hiddink tới Chelsea đã giúp anh trở lại với phong độ đỉnh cao như thời còn khoác áo Lyon nên anh được triệu tập trở lại cho hai trận đấu gặp Nigeria và Thổ Nhĩ Kỳ.
Ngày 17 tháng 5 năm 2010, Malouda có tên trong danh sách chính thức cùng đội tuyển Pháp tham dự World Cup 2010 tại Nam Phi. Trong trận đấu đầu tiên với Uruguay hoà 0-0, anh không có tên trong đội hình xuất phát mà vào sân thay Yoann Gourcuff ở phút 75. Còn trong trận thua Mexico 2-0, anh đã thi đấu đủ 90 phút.
Ngày 22 tháng 6, trong trận đấu cuối cùng tại vòng bảng với chủ nhà Nam Phi, Malouda đã ghi bàn rút ngắn tỉ số xuống còn 1-2 cho đội tuyển Pháp. Đây là bàn thắng đầu tiên và cũng là duy nhất của đội tuyển Pháp tại giải đấu.
Ngày 3 tháng 9, Malouda mang băng đội trưởng đội tuyển Pháp trong trận đấu đầu tiên của tuyển Pháp tại vòng loại Euro 2012 với Belarus nhưng Pháp đã để thua 1-0. Ngày 7 tháng 9, anh ghi bàn ấn định chiến thắng 2-0 trước Bosna và Hercegovina từ đường chuyền của Mathieu Valbuena.
Sau khi đội tuyển Pháp dừng bước ở tứ kết Euro 2012 với thất bại 0-2 trước đội tuyển sau đó đã đăng quang là đội tuyển Tây Ban Nha, Florent Malouda chính thức chia tay đội tuyển Pháp sau 8 năm gắn bó, tổng cộng anh đã thi đấu 80 trận và ghi được 9 bàn thắng.

## Thống kê sự nghiệp thi đấu
Tính đến 19 tháng 11 năm 2015.
| Câu lạc bộ          | Mùa giải            | Giải đấu | Giải đấu | Giải đấu | Cúp quốc gia | Cúp quốc gia | Cúp quốc gia | Châu lục | Châu lục | Châu lục | Tổng cộng | Tổng cộng | Tổng cộng |
| Câu lạc bộ          | Mùa giải            | Trận     | Bàn      | Kiến tạo | Trận         | Bàn          | Kiến tạo     | Trận     | Bàn      | Kiến tạo | Trận      | Bàn       | Kiến tạo  |
| ------------------- | ------------------- | -------- | -------- | -------- | ------------ | ------------ | ------------ | -------- | -------- | -------- | --------- | --------- | --------- |
| Châteauroux         | 1996–97             | 2        | 0        |          | 0            | 0            |              | —        | —        | —        | 2         | 0         |           |
| Châteauroux         | 1997–98             | 1        | 0        |          | 0            | 0            |              | —        | —        | —        | 1         | 0         |           |
| Châteauroux         | 1998–99             | 28       | 3        |          | 1            | 0            |              | —        | —        | —        | 29        | 3         |           |
| Châteauroux         | 1999–2000           | 28       | 2        |          | 3            | 2            |              | —        | —        | —        | 31        | 4         |           |
| Châteauroux         | Tỏng cộng           | 59       | 5        |          | 4            | 2            |              | —        | —        | —        | 63        | 7         |           |
| Guingamp            | 2000–01             | 23       | 1        | 1        | 1            | 0            | 0            | —        | —        | —        | 24        | 1         | 1         |
| Guingamp            | 2001–02             | 32       | 4        | 5        | 2            | 0            | 0            | —        | —        | —        | 34        | 4         | 5         |
| Guingamp            | 2002–03             | 36       | 10       | 5        | 2            | 2            | 0            | —        | —        | —        | 38        | 12        | 7         |
| Guingamp            | Tổng cộng           | 91       | 15       | 11       | 5            | 2            | 0            | —        | —        | —        | 96        | 17        | 13        |
| Lyon                | 2003–04             | 35       | 4        | 5        | 3            | 1            | 1            | 10       | 0        | 5        | 48        | 5         | 11        |
| Lyon                | 2004–05             | 37       | 5        | 9        | 0            | 0            | 0            | 10       | 3        | 1        | 47        | 8         | 10        |
| Lyon                | 2005–06             | 31       | 6        | 8        | 1            | 0            | 0            | 9        | 0        | 1        | 41        | 6         | 9         |
| Lyon                | 2006–07             | 35       | 10       | 9        | 3            | 1            | 0            | 7        | 2        | 3        | 45        | 13        | 12        |
| Lyon                | Tổng cộng           | 138      | 25       | 31       | 7            | 2            | 1            | 36       | 5        | 10       | 181       | 32        | 42        |
| Chelsea             | 2007–08             | 21       | 2        | 3        | 6            | 1            | 1            | 11       | 1        | 3        | 38        | 4         | 7         |
| Chelsea             | 2008–09             | 31       | 6        | 6        | 6            | 2            | 1            | 10       | 1        | 2        | 47        | 9         | 9         |
| Chelsea             | 2009–10             | 33       | 12       | 10       | 10           | 3            | 1            | 8        | 0        | 4        | 51        | 15        | 15        |
| Chelsea             | 2010–11             | 38       | 13       | 4        | 3            | 0            | 0            | 9        | 1        | 1        | 50        | 14        | 5         |
| Chelsea             | 2011–12             | 26       | 2        | 3        | 8            | 1            | 2            | 8        | 0        | 2        | 42        | 3         | 7         |
| Chelsea             | 2012–13             | 0        | 0        | 0        | 0            | 0            | 0            | 0        | 0        | 0        | 0         | 0         | 0         |
| Chelsea             | Tổng cộng           | 149      | 35       | 26       | 33           | 7            | 5            | 46       | 3        | 12       | 228       | 45        | 43        |
| Trabzonspor         | 2013–14             | 19       | 5        | 5        | 0            | 0            | 0            | 10       | 2        | 4        | 29        | 7         | 9         |
| Trabzonspor         | Tổng cộng           | 19       | 5        | 5        | 0            | 0            | 0            | 10       | 2        | 4        | 29        | 7         | 9         |
| Metz                | 2014–15             | 28       | 3        | 5        | 3            | 0            | 0            | —        | —        | —        | 31        | 3         | 5         |
| Metz                | Tổng cộng           | 28       | 3        | 5        | 3            | 0            | 0            | —        | —        | —        | 31        | 3         | 5         |
| Delhi Dynamos       | 2015                | 10       | 0        | 6        | —            | —            | —            | —        | —        | —        | 10        | 0         | 6         |
| Delhi Dynamos       | Tổng cộng           | 10       | 0        | 6        | —            | —            | —            | —        | —        | —        | 10        | 0         | 6         |
| Tổng cộng sự nghiệp | Tổng cộng sự nghiệp | 494      | 88       | 84       | 52           | 13           | 6            | 92       | 10       | 26       | 638       | 111       | 120       |

### Bàn thắng quốc tế
| #  | Ngày                | Địa điểm                                                          | Đối thủ              | Bàn thắng | Kết quả | Giải đấu            |
| -- | ------------------- | ----------------------------------------------------------------- | -------------------- | --------- | ------- | ------------------- |
| 1. | 31 tháng 5 năm 2005 | Sân vận động Saint-Symphorien, Metz, Pháp                         | Hungary              | 2–0       | 2–1     | Giao hữu            |
| 2. | 27 tháng 5 năm 2006 | Stade de France, Saint-Denis, Pháp                                | México               | 1–0       | 1–0     | Giao hữu            |
| 3. | 2 tháng 9 năm 2006  | Sân vận động Boris Paichadze, Tbilisi, Gruzia                     | Gruzia               | 0–1       | 0–3     | Vòng loại Euro 2008 |
| 4. | 22 tháng 6 năm 2010 | Sân vận động Free State, Bloemfontein, Cộng hòa Nam Phi           | Nam Phi              | 1–2       | 1–2     | World Cup 2010      |
| 5. | 7 tháng 9 năm 2010  | Sân vận động Asim Ferhatović Hase, Sarajevo, Bosna và Hercegovina | Bosna và Hercegovina | 0–2       | 0–2     | Vòng loại Euro 2012 |
| 6. | 3 tháng 6 năm 2011  | Sân vận động Dinamo, Minsk, Belarus                               | Belarus              | 1–1       | 1–1     | Vòng loại Euro 2012 |
| 7. | 7 tháng 10 năm 2011 | Stade de France, Saint-Denis, Pháp                                | Albania              | 1–0       | 3–0     | Vòng loại Euro 2012 |
| 8. | 29 tháng 2 năm 2012 | Weserstadion, Bremen, Đức                                         | Đức                  | 0–2       | 1–2     | Giao hữu            |
| 9. | 31 tháng 5 năm 2012 | Sân vận động Auguste-Delaune, Reims, Pháp                         | Serbia               | 2–0       | 2–0     | Giao hữu            |

## Danh hiệu

### Câu lạc bộ

#### Lyon
- Ligue 1 (4): 2003–04, 2004–05, 2005–06, 2006–07
- Trophée des Champions (3): 2004, 2005, 2006

#### Chelsea
- Premier League: 2009-10
- FA Cup (3): 2008–09, 2009–10, 2011–12
- FA Community Shield: 2009
- UEFA Champions League: 2011–12

### Quốc tế
- FIFA World Cup: Á quân 2006

### Cá nhân
- Cầu thủ xuất sắc nhất tháng của Premier League: Tháng 3/2010.
- Cầu thủ xuất sắc nhất nhất mùa giải của Chelsea: 2009-10